# Holidaze - Il Ringraziamento con i miei
Holidaze - Il Ringraziamento con i miei è un film per la televisione statunitense del 2013 diretto da Jerry Ciccoritti.

## Trama
Melody (Jennie Garth) è una giovane donna in carriera che si vede costretta a rimandare le proprie vacanze con le amiche per assecondare il proprio capo, che ha deciso di spedirla nella sua città natale per ottenere il permesso per costruire un nuovo negozio. 
Mentre Melody è riluttante nel compiere il proprio lavoro, la donna ha un piccolo incidente: dopo essersi svegliata da una caduta si ritrova in un universo alternativo, in cui non è mai andata via di casa ed è sposata con Carter (Cameron Mathison), il suo primo amore.